# 37. Goya-gála
A 37. Goya-gála során a 2022-ben bemutatott spanyol filmeket értékelték. A jelölteket az Academy of Cinematographic Arts and Sciences of Spain választotta ki. A sevillai FIBES Conference and Exhibition Centreben tartott ceremóniát az La 1 közvetítette 2023. február 11-én. A műsor házigazdái Antonio de la Torre és Clara Lago voltak. A jelöltek listáját Blanca Portillo és Nora Navas jelentették be 2022. december 1-jén. A gála során Carlos Saura kapta meg a tiszteletbeli Goya-díjat, aki azonban egy nappal a gála előtt halt meg, így posztumusz ítélték oda neki. A nemzetközi tiszteletbeli Goya-díjat Juliette Binoche kapta.
A ceremóniát 2,68 millióan nézték meg, ami a nap legnézettebb programja volt.

## Győztesek és jelöltek
A nyertesek félkövérrel jelölve.
| Legjobb film | Legjobb rendező |
| --- | --- |
| - Szörnyetegek - Alcarràs - Altatódal - Gyerekek gyerekkel - Franco börtönében | - Rodrigo Sorogoyen — Szörnyetegek - Carla Simón — Alcarrás - Pilar Palomero — Gyerekek gyerekkel - Carlos Vermut — Mantícora - Alberto Rodríguez — Franco börtönében |
| Legjobb férfi főszereplő | Legjobb női főszereplő |
| - Denis Ménochet — Szörnyetegek (Antoine) - Luis Tosar — En los márgenes (Rafa) - Nacho Sánchez — Mantícora (Julián) - Javier Gutiérrez — Franco börtönében (José Pino) - Miguel Herrán — Franco börtönében (Manuel | - Laia Costa — Altatódal (Amaia) - Marina Foïs — Szörnyetegek (Olga) - Anna Castillo — Girasoles silvestres (Julia) - Bárbara Lennie — Isten útjai kifürkészhetetlenek (Alice Gould) - Vicky Luengo — Suro (Elena) |
| Legjobb férfi mellékszereplő | Legjobb női mellékszereplő |
| - Luis Zahera — Szörnyetegek (Xan) - Diego Anido — Szörnyetegek (Lorenzo) - Ramón Barea — Altatódal (Koldo) - Fernando Tejero — Franco börtönében (Marbella) - Jesús Carroza — Franco börtönében (El Negro) | - Susi Sánchez — Altatódal (Begoña) - Marie Colomb — Szörnyetegek (Marie) - Carmen Machi — Röfi (Asun) - Penélope Cruz — En los márgenes (Azucena) - Ángela Cervantes — Gyerekek gyerekkel (Penélope) |
| Legjobb új színész | Legjobb új színésznő |
| - Telmo Irureta — Tavaszi áldozat (David) - Albert Bosch — Alcarràs (Roger) - Jordi Pujol Dolcet — Alcarràs (Quimet) - Mikel Bustamante — Altatódal (Javi) - Christian Checa — En los márgenes (Raúl) | - Laura Galán — Röfi (Sara) - Anna Otín — Alcarràs (Dolors) - Luna Pamies — El agua (Ana) - Valèria Sorolla — Tavaszi áldozat (Laura) - Zoe Stein — Mantícora (Diana) |
| Legjobb eredeti forgatókönyv | Legjobb adaptált forgatókönyv |
| - Isabel Peña, Rodrigo Sorogoyen — Szörnyetegek - Arnau Vilaró, Carla Simón — Alcarràs - Alauda Ruiz de Azúa — Altatódal - Carlos Vermut — Mantícora - Alberto Rodríguez, Rafael Cobos — Franco börtönében | - Fran Araújo, Isa Campo, Isaki Lacuesta — Un año, una noche (Ramón González Paz, amor y death metal című könyve alapján) - Carlota Pereda — Röfi (Pereda saját, azonos című rövidfilmje alapján) - Paul Urkijo Alijo — Irati - Az istenek és szörnyek kora (J. L. Landa és J. Muñoz El ciclo de Irati című könyve alapján) - Guillem Clua, Oriol Paulo — Isten útjai kifürkészhetetlenek (Torcuato Luca de Tena Los renglones torcidos de Dios című novellája alapján) - David Muñoz, Félix Viscarret — Idegen a szekrényben (Juan José Millás Desde las sombras című színműje alapján) |
| Legjobb iberoamerikai film | Legjobb európai film |
| - Argentína, 1985 — Argentína - 1976 — Chile - La jauría — Kolumbia - Imádság az elraboltakért — Mexikó - Utama - Az elfelejtett föld — Bolívia | - A világ legrosszabb embere — Norvégia - Belfast — Egyesült Királyság - Isten keze — Olaszország - Elveszett illúziók — Franciaország - Játszótér — Belgium |
| Legjobb új rendező | Legjobb animációs film |
| - Alauda Ruiz de Azúa — Altatódal - Carlota Pereda — Röfi - Elena López Riera — El agua - Juan Diego Botto — En los márgenes - Mikel Gurrea — Suro | - Háború az egyszarvúak ellen - Black Is Beltza II: Ainhoa - Nyolclábú felügyelő és a rejtélyek rejtélye - Os Demónios do Meu Avô - Tad, az elveszett felfedező és a smaragdtábla |
| Legjobb operatőr | Legjobb vágás |
| - Álex de Pablo — Szörnyetegek - Daniela Cajías — Alcarràs - Jon D. Domínguez — Altatódal - Arnau Valls Colomer — Út a díjesőig - Álex Catalán — Franco börtönében | - Alberto del Campo — Szörnyetegek - Ana Pfaff — Alcarràs - Andrés Gil — Altatódal - José M. G. Moyano — Franco börtönében - Fernando Franco, Sergi Díes — Un año, una noche |
| Legjobb látványtervezés | Legjobb gyártásvezető |
| - Pepe Domínguez del Olmo — Franco börtönében - Mónica Bernuy — Alcarràs - José Tirado — Szörnyetegek - Melanie Antón — La Piedad - Sylvia Steinbrecht — Isten útjai kifürkészhetetlenek | - Manuela Ocón — Franco börtönében - Elisa Sirvent — Alcarràs - Carmen Sánchez de la Vega — Szörnyetegek - Sara García — Röfi - María José Díez — Altatódal |
| Legjobb hang | Legjobb vizuális effektusok |
| - Aitor Berenguer, Fabiola Ordoyo, Yasmina Praderas — Szörnyetegek - Eva Valiño, Thomas Giorgi, Alejandro Castillo — Alcarràs - Asier González, Eva de la Fuente López, Roberto Fernández — Altatódal - Daniel de Zayas, Miguel Huete, Pelayo Gutiérrez, Valeria Arcieri — Franco börtönében - Amanda Villavieja, Eva Valiño, Marc Orts, Alejandro Castillo — Un año, una noche | - Esther Ballesteros, Ana Rubio — Franco börtönében - Mariano García Marty, Jordi Costa — 13 ördögűzés - Óscar Abades, Ana Rubio — Szörnyetegek - Jon Serrano, David Heras — Irati - Az istenek és szörnyek kora - Lluís Rivera, Laura Pedro — Holtak völgye |
| Legjobb jelmeztervezés | Legjobb smink |
| - Fernando García — Franco börtönében - Paola Torres — Szörnyetegek - Nerea Torrijos — Irati - Az istenek és szörnyek kora - Suevia Sampelayo — La Piedad - Alberto Valcárcel — Isten útjai kifürkészhetetlenek - Cristina Rodríguez — Holtak völgye | - Yolanda Piña, Félix Terrero — Franco börtönében - Irene Pedrosa, Jesús Gil — Szörnyetegek - Paloma Lozano, Nacho Díaz — Röfi - Sarai Rodríguez, Raquel González, Óscar de Monte — La Piedad - Montse Santfeliu, Carolina Atxukarro, Pablo Perona — Isten útjai kifürkészhetetlenek |
| Legjobb eredeti filmzene | Legjobb eredeti dal |
| - Olivier Arson — Szörnyetegek - Aránzazu Calleja, Maite Arroitajauregi — Irati - Az istenek és szörnyek kora - Iván Palomares — Kristálylányok - Fernando Velázquez — Isten útjai kifürkészhetetlenek - Julio de la Rosa — Franco börtönében | - "Sintiéndolo mucho" (Joaquín Sabina, Leiva) — Sintiéndolo mucho - "En los márgenes" (Eduardo Cruz, María Rozalén) — En los márgenes - "Izena duena bada" (Aránzazu Calleja, Maite Arroitajauregi "Mursego", Paul Urkijo Alijo) — Irati - Az istenek és szörnyek kora - "Un paraíso en el sur" (Paloma Peñarrubia Ruiz, Vanesa Benítez Zamora) — La vida chipén - "Batalla" (Joseba Beristain) — Háború az egyszarvúak ellen |
| Legjobb rövidfilm | Legjobb animációs rövidfilm |
| - Arquitectura emocional 1959 - Chaval - Cuerdas - La entrega - Sorda | - Loop - Amanece la noche más larga - Amarradas - La prima cosa - La primavera siempre vuelve |
| Legjobb dokumentumfilm | Legjobb rövid dokumentumfilm |
| - Labordeta, un hombre sin más - A las mujeres de España. María Lejárraga - El sostre groc - Oswald. El falsificador - Sintiéndolo mucho | - Maldita. A Love Song to Sarajevo - Dancing with Rosa - La gàbia - Memoria - Trazos del alma |

## Műsorvezetők
A gálán az alábbi műsorvezetők működtek közre:
- Carmen Maura
- Álvaro Morte
- Aitana Sánchez-Gijón
- Luna Fulgencio
- Toni Acosta
- Amaia Salamanca
- Antonio Dechent
- Petra Martínez
- Belén Cuesta
- Elena Irureta
- Tamar Novas
- Eneko Sagardoy
- Carolina Yuste
- Ingrid García-Jonsson
- Arturo Valls
- Paco Delgado
- Milena Smit
- Cecilia Suárez
- Alberto Ammann
- Miren Ibarguren
- David Verdaguer
- C. Tangana
- Carla Quílez
- Julia Juániz
- Álex González
- Berta Vázquez
- Belén Rueda
- Isabel Coixet
- Abril Zamora
- Javier Calvo
- Javier Ambrossi
- María Luisa San José
- María Pedraza
- Fernando Esteso
- Pol Monen
- Marta Fernández Muro
- Manu Ríos
- Mar Coll
- Clara Roquet
- India Martínez
- María José Llergo
- Carlos Cuevas
- Martiño Rivas
- Paula Ortiz
- Daniel Sánchez Arévalo
- Manuel Martín Cuenca
- Leticia Dolera
- Macarena Gómez
- Alberto Mielgo
- Jordi Évole
- Almudena Carracedo
- Asier Etxeandia
- Leonardo Sbaraglia
- Blanca Portillo
- Nora Navas
- J. A. Bayona
- Mitra Farahani
- Penélope Cruz
- Miriam Díaz Aroca
- Ariadna Gil
- Maribel Verdú

## Előadott számok
| Előadó                            | Szám                                                                         |
| --------------------------------- | ---------------------------------------------------------------------------- |
| Manuel Carrasco                   | "Cantares"                                                                   |
| Natalia Lafourcade                | "Porque te vas"                                                              |
| Lolita                            | "Pena, penita, pena"                                                         |
| Israel Fernández Pablo López      | "Alegría de vivir"                                                           |
| Bely Basarte Guitarricadelafuente | "Me cuesta tanto olvidarte" "Qué bonito" (az In Memoriam szegmens részeként) |

## In Memoriam
A gála "in memoriam" szegmense az alábbi elhunyt személyekről emlékezett meg:
- Juan Pedro Acacio
- Regina Álvarez Lorenzo
- Beatriz Álvarez-Guerra
- Pepe Antequera
- Loritz Apaolaza
- Luis Argüello
- María Arjona
- Antonio Astola
- Juan Antonio Bermúdez
- Mario Beut
- Claudio Biern Boyd
- Luís Bonet Mojica
- Pedro Brandariz
- Josefina Calatayud
- Miguel Camáñez
- Carlos Caraglia
- Martín Costa
- Enrique Cuellar
- José Manuel Cuellar
- María Fernanda D´Ocón
- Jorge de Cominges
- Juan Diego
- Neureddine El Attab
- Núria Feliu
- Julián Fernández
- José Manuel “Pepiño” Fernández Blanco
- Jorge Fons
- Susana Galmés
- Silvia Gambino
- Xosé Garrido
- Carlos Gil
- Saskia Giró
- Txus González
- Rosa Guiñón
- Pep Guinyol
- José Guirao
- Hilario Hernández
- Antonio Ibáñez
- José Antonio Izaguirre
- José Luis Jiménez Resano “El Maño”
- Jordi Joani'
- Juan Jurado Alcaide
- Fernando ´La Estrella`
- Ouka Lele
- Chete Lera
- Gina Lollobrigida
- Marga Maro
- Javier Marías
- Luis Marín
- Rosa Mariscal
- Eugenio Martín
- José Santiago Martínez
- Antonio Martínez Mir
- Fernando Merino
- Pablo Milanés
- Gracia Montes
- Julián Obreros
- Javier Orgaz
- Enrique Ortuño
- Valentín ´Tinico` Panero
- Diego Pantoja
- Irene Papas
- Joaquín Parra
- Tony Partearroyo
- Juan Antonio Quintana
- Ángel Rabat
- Rafel Ramis
- José María Ramos Rodríguez
- Antonio Requena
- Berta Riaza
- Carolo Ruiz
- José Ruiz
- Enrique Sacristán Rodrigo
- Tomás Sáez
- Manel Salas Salmerón
- Luis Fernando Sánchez Arrabal
- Alfonso Santacana
- Eduardo Santana
- Ernesto Sebastián
- Llorenç Soler
- Hugo Stuven
- Susan Taff
- Fina Torres
- Pedro Valentín
- Jordi Valera
- José Valera
- Carlos Vega
- Manolo Vieira
- Domingo Villar
- Agustí Villaronga
- Jesús Yagüe
- Carlos Saura

## Fordítás
- Ez a szócikk részben vagy egészben  a(z)   37th Goya Awards című angol Wikipédia-szócikk fordításán alapul.  Az eredeti cikk szerkesztőit annak laptörténete sorolja fel. Ez a jelzés csupán a megfogalmazás eredetét és a szerzői jogokat jelzi, nem szolgál a cikkben szereplő információk forrásmegjelöléseként.